# Ernst Hess
Ernst Hess (Wiesbaden, 8 gennaio 1893 – Fresnes, 23 dicembre 1917) è stato un aviatore tedesco, pilota nelle squadre: FA 9, FA 62, Jasta 10, KEK Douai, Fokkerstaffel C, Jasta 28, Jasta 19.
Fu decorato con l'Ordine di Hohenzollern e della Croce di Ferro in entrambe le classi.
Durante la prima guerra mondiale fu un "Asso" dell'aviazione, con 17 vittorie confermate e ulteriori 4 di incerta attribuzione. Conseguita la licenza di aviatore civile il 26 settembre 1913, fu uno dei pochi piloti militari coinvolti anche nel periodo prebellico.

Allo scoppio della guerra, era già arruolato nelle Die Fliegertruppen (lett. "Truppe volanti") dell'Esercito dell'Impero tedesco. Ottenuto il brevetto di volo militare il 21 novembre 1914, divenne uno dei primi piloti da combattimento tedeschi.
Il 5 gennaio 1916 segnò la sua prima vittoria con Oswald Boelcke. Dopo aver pilotato quattro differenti tipologie di velivoli, fra giugno e settembre 2017 ottenne dodici vittorie a bordo di un Albatros D.V nella squadra da combattimento (Jagdgruppe) Jagdstaffel 28. Informato della promozione al comando di una jagdgruppe il 19 settembre, morì in azione quattro giorni dopo.

## Biografia
Studente di Ingegneria e appassionato di volo, ottenne il brevetto di pilota n. 535 il 26 settembre 1913, abile e arruolato nell'Aviazione tedesca (Luftschiffer) il 1º ottobre 1913, nel Battaglione n. 3. Il 1º aprile 1914, fu inviato al Feldflieger Abteilung per iniziare l'addestramento da pilota da combattimento., e nel contempo ebbe inizio la Prima Guerra Mondiale.
Conseguito il brevetto di volo, in qualità di Unteroffizier (sottoufficiale sergente), entrò a far parte del Distaccamento dell'Aviazione n. 9, all'epoca operativo fra Lilla e Arras, in Francia.

Il 24 giugno 1915 fu promosso luogotenente (Leutnant), il grado più basso della gerarchia degli ufficiali nell'esercito tedesco. Fu trasferito nella squadra FA 62 di Douai, unità da combattimento monoposto (Kampfeinsitzerkommando), dove strinse amicizia con Oswald Boelcke e Max Immelmann.
Il 5 maggio e il 2 giugno 1916, registrò due vittorie, rispettivamente per il KEK Douai con Oswald Boelcke, e per il Fokkerstaffel C, entrando il 1º luglio a far parte del  Fokkerstaffel Sivry. Dopo aver militato per alcuni mesi nel Jagdstaffel 10, una delle prime squadriglie da caccia tedesche, fu collocato a terra e assegnato al ruolo di istruttore in Germania.
Il 12 giugno 1917 raggiunse lo Jagdstaffel 28, squadra dello Royal Württemberg, conseguendo fra giugno e settembre una dozzina di vittorie e ulteriori tre non confermate. Hess abbatté il DH4 A7421 dello Squadrone n. 55 della RFC, pilotato dal tenente AP Matheson con il tenente Frank Lambton Oliver, entrambi rimasti uccisi il 13 luglio 1917 ad ovest di Audenarde (Oudenaarde). Un'altra delle sue vittorie confermate, si sarebbe verificata il 9 agosto 1917, nei confronti del pilota australiano Cecil Roy Richards.
Trovò la sua collocazione definitiva nello Jagdstaffel 19 come Staffelführer, grado del corpo paramilitare delle SS, in uso nei primi anni dalla loro fondazione. Mentre era in battaglia con questo gruppo, ottenne tre vittorie alla guida di un Albatros V.D., prima di essere ucciso il 23 dicembre 1917 quando era in azione a Nieuport, per mano di Adjutant De Kergolay, pilota della squadra nemica n. 96.

Appena quattro giorni prima, il 19 settembre, era stato informato della sua promozione al comando di una jagdgruppe.